# Skrækkenborg
Skrækkenborg är en tätort i Kerteminde kommun i Region Syddanmark i Danmark. Tätorten har 275 invånare (2024). Den ligger på Fyn, strax söder om Kerteminde.